# Lägespotential
Lägespotential är vattnets lägesenergi i en godtycklig punkt relativt en godtyckligt vald referensnivå. Ofta sätts referensnivån relativt markytan eller grenledningarnas läggningsdjup.
Lägespotential är en delkompotent i vattenpotential och brukar betecknas med ψg.

## Olika uttryckssätt
Lägespotentialen kan uttryckas på flera olika sätt:
Energi: {\displaystyle E=m\cdot g\cdot h=V\cdot \rho \cdot g\cdot h} (J)
Energi per enhet massa: {\displaystyle {\dfrac {E}{m}}=g\cdot h}  (J/kg = m²/s2)
Energi per enhet volym: {\displaystyle {\dfrac {E}{V}}=\rho \cdot g\cdot h} (J/m3 = Pa)
Energi per enhet tyngd (höjd vätskepelare): {\displaystyle {\dfrac {E}{t}}=h} (meter vattenpelare)
där
E = Energi (J)
m = Massa (kg)
g = Tyngdacceleration (ca 9,82 m/s2)
h = Höjd (m)
V = Volym (m3)
ρ = Densitet (ca 1000 kg/m3)
t = Tyngd (N)
Att uttrycka lägespotentialen i höjd vattenpelare är synnerligen praktisk, då man bara behöver ta och mäta höjden över den valda referensnivån. Därför detta uttryckssätt är det klart vanligaste uttryckssättet för lägespotentialen, inte minst bland praktikerna.